# Tetragnatha panopea
Tetragnatha panopea là một loài nhện trong họ Tetragnathidae.
Loài này thuộc chi Tetragnatha. Tetragnatha panopea được miêu tả năm 1872 bởi L. Koch.